# Hranice na Moravě (nádraží)
Hranice na Moravě (dřívější název: Mährisch Weißkirchen, Hranice) jsou železniční stanice, která se nachází na trati Přerov–Bohumín, původní železniční trať společnosti c.k. privilegované Severní dráhy císaře Ferdinanda (SDCF) v městě Hranice na adrese Nádražní 498. Je součástí II. železničního rychlostního koridoru.

## Historie
Výstavba probíhala v roce 1844 do roku 1847. Výstavbu trati řídil Karl Hummel. V letech 1960–1963 byla trať elektrizována. Od roku 1949 nese název Hranice na Moravě.
Výstavba II. koridoru ČD probíhala v letech 1999–2001 a v roce 2012 byl zaveden pravostranný provoz.
Od 29. května 2009 je stanice dálkově řízena z CDP Přerov.

## Tratě
- Železniční trať Přerov–Bohumín
- Železniční trať Hranice na Moravě – Púchov

### Vlečky
- v km 212,119 REGENA Hranice[4]
- ČEZ Distribuce, a.s. – rozvodna Hranice[4]
- v km 212,025 RSPM Praha – vlečka Hranice[4]
- TONDACH Hranice[4]
- v km 1,799 Cement Hranice[4]

## Stanice
Železniční stanice byla postavena podle plánů architektů Karla Hummela a Ernsta Ehrenhause podle plánu z roku 1845. Naproti výpravní budovy byla postavena v klasicistním slohu budova vodárny a obytný dům, který byl zbourán v roce 1938. V roce 1935 bylo zrušeno samostatné nádraží místní dráhy. Byla provedena přestavba kolejiště, krytí ostrovních nástupišť a vybudován podchod (1938–39).
K nástupištím vede podchod, pro bezbariérový přístup na druhé  a třetí nástupiště slouží výtahy. První nekryté nástupiště je u první koleje. Druhé kryté nástupiště je pro třetí a čtvrtou kolej. Třetí kryté nástupiště je u sedmé a osmé koleje. V roce 2024 Správa železnic představila vítězný návrh výstavby nové výpravní budovy na novém místě, která bude propojena s dálkovou autobusovou přepravou, příměstskou a individuální dopravou (parkoviště P+R). Vítězný návrh je od švýcarsko-českého konsorcia Nemec Taller Architektur. Výstavba by měla začít na konci roku 2027.

### Výpravní budova
Dne 3. března 1847 byla dokončena výstavba výpravní jednopatrové budovy kryté valbovou střechou. V budově se nacházely čekárny, dvě restaurace, kanceláře a v patře byly byty. Klasicistní budova s tříosým rizalitem zakončeným trojúhelníkovým tympanonem, přízemí bylo členěné pásovou rustikou. V roce 1870 byla budova rozšířena na obě strany z sedmi okenních os na devět. V období 1895 do 1896 bylo stavitelem z Nového Jičína Jindřichem Czeikem provedeno rozšíření a přestavba výpravní budovy. Na obou bocích budovy byly rohové rizality zakončené trojúhelníkovými tympanony, přízemí bylo zdobeno bosáží. V roce 1939 byl vypracován projekt přestavby výpravní budovy Ing. arch. Jiřím Žalmanem. Projekt byl uskutečněn až po ukončení 2. světové války v letech 1946–1948.

### Služby ve stanici
V železniční stanici jsou cestujícím poskytovány tyto služby: mezinárodní pokladní přepážka, vnitrostátní pokladní přepážka (ČD), možnost platit v eurech, platba platební kartou, bezbariérové WC, výdej In Karet (ČD), čekárna, ČD kurýr, úschovna kol, úschovna zavazadel, bufet. Před nádražím je autobusové stanoviště.
Turistické trasy a cyklotrasy začínají u nádraží:
- modrá turistická značka směr Lipník nad Bečvou
- červená turistická značka směr Potštát
- žlutá turistická značka vede na Masarykovo náměstí k turistickým značkám  a  a dále pokračuje na Zbrašov
- cyklotrasa 6139A, která se napojuje na cyklotrasy 6139, 6058 a další např.  cyklostezka Bečva.